# Anaheim
Anaheim (en anglais [ˈænəhaɪm]) est la plus grande ville du comté d'Orange, dans l'État de Californie, aux États-Unis. Elle se trouve dans la banlieue sud de Los Angeles et connait une certaine renommée grâce à ses parcs d'attractions comme Disneyland Resort (dont le parc Disneyland) et le salon de l'industrie musicale, le National Association of Music Merchants Show.

## Démographie
Le toponyme est tiré d’Ana (nom de la proche rivière de Santa Ana), et de -heim, substantif signifiant « maison » en allemand. Antérieurement, l'endroit était dénommé Campo Alemán (en espagnol, « Camp allemand »).
Le tourisme et les loisirs sont les principales activités et sources de revenus.

## Histoire
Anaheim fut fondée en 1857 par des fermiers producteurs de raisin et de vin venant de Franconie (Bavière), mais leur industrie fut détruite à la fin du XIXe siècle par une invasion d’insectes.
Dans les années 1920, le Ku Klux Klan, alors au sommet de son influence et de sa popularité, décida de faire d'Anaheim une ville Klan modèle. En 1924, il œuvra en secret pour faire élire quatre de ses membres au Board of Trustees (qui en compte cinq). Neuf des dix membres des forces de police étaient aussi dans leur camp. Les quatre administrateurs Klan servirent pendant environ une année jusqu'à ce qu'ils soient démasqués et renvoyés durant une élection à laquelle 95 % de la population prit part.

### Disneyland
Le parc à thème Disneyland fut construit entre le 21 juillet 1954 et le 17 juillet 1955. Il devint très vite la plus importante destination touristique de la ville. L'emplacement était autrefois d'une superficie de 647 497 m2 (160 acres) d'orangers et de noyers, dont quelques-uns sont encore à l'intérieur du parc. En 2001, le Disney's California Adventure fut ouvert au public.

## Politique

### Liste des maires
| Portrait                       | Identité                                | Période          | Période                 | Durée                      | Étiquette         |
| Portrait                       | Identité                                | Début            | Fin                     | Durée                      | Étiquette         |
| ------------------------------ | --------------------------------------- | ---------------- | ----------------------- | -------------------------- | ----------------- |
| John F. Seymour                | John F. Seymour (né le 3 décembre 1937) | 1978             | 1982                    | 4 ans                      | Parti républicain |
| Tom Daly, 16 novembre 2012.    | Tom Daly (en) (né le 26 juillet 1954)   | 17 novembre 1992 | 3 décembre 2002         | 10 ans et 16 jours         | Parti démocrate   |
| Curt Pringle                   | Curt Pringle (en) (né le 27 juin 1959)  | 3 décembre 2002  | 7 décembre 2010         | 8 ans et 4 jours           | Parti républicain |
| Tom Tait, 19 mai 2014.         | Tom Tait (en) (né le 18 octobre 1958)   | 8 décembre 2010  | 4 décembre 2018         | 7 ans, 11 mois et 26 jours | Parti républicain |
| Harry Sidhu, 21 novembre 2018. | Harry Sidhu (en) (né le 8 juillet 1957) | 4 décembre 2018  | 24 mai 2022 (démission) | 3 ans, 5 mois et 20 jours  | Parti républicain |
| Ashleigh Aitken                | Ashleigh Aitken (en)                    | novembre 2022    | En cours                | 2 ans et 8 mois            |                   |

## Démographie
| Groupe            | Anaheim | Californie | États-Unis |
| ----------------- | ------- | ---------- | ---------- |
| Blancs            | 52,7    | 57,6       | 72,4       |
| Autres            | 24,0    | 17,0       | 6,2        |
| Asiatiques        | 14,8    | 13,1       | 4,8        |
| Métis             | 4,4     | 4,9        | 2,9        |
| Afro-Américains   | 2,8     | 6,2        | 12,6       |
| Amérindiens       | 0,8     | 1,0        | 0,9        |
| Océaniens         | 0,5     | 0,4        | 0,2        |
| Total             | 100     | 100        | 100        |
|                   |         |            |            |
| Latino-Américains | 52,8    | 37,6       | 16,7       |

Selon l’American Community Survey pour la période 2010-2014, 44,02 % de la population âgée de plus de 5 ans déclare parler l'espagnol à la maison, 38,78 % déclare parler l'anglais, 4,82 % le vietnamien, 2,83 % le tagalog, 1,81 % le coréen, 1,23 % une langue chinoise, 1,19 % l'arabe, 0,66 % le persan et 4,65 % une autre langue.
| 1870 | 1880 | 1890  | 1900  | 1910  | 1920  |
| ---- | ---- | ----- | ----- | ----- | ----- |
| 881  | 833  | 1 273 | 1 456 | 2 628 | 5 526 |

| 1930   | 1940   | 1950   | 1960    | 1970    | 1980    |
| ------ | ------ | ------ | ------- | ------- | ------- |
| 10 995 | 11 031 | 14 556 | 104 184 | 166 408 | 219 494 |

| 1990    | 2000    | 2010    | 2020    | - | - |
| ------- | ------- | ------- | ------- | - | - |
| 266 406 | 328 014 | 336 265 | 346 824 | - | - |

## Jumelages
- Mito (Japon) depuis 1965

## Principaux employeurs
| Clt. | Employeur                       | Nbr d'employés |
| ---- | ------------------------------- | -------------- |
| 1    | Disneyland Resort               | 22 660         |
| 2    | Kaiser Foundation Hospitals     | 3 660          |
| 3    | Northgate González Markets      | 1 900          |
| 4    | Anaheim Memorial Medical Center | 1 185          |
| 5    | AT&T                            | 1 000          |
| 6    | Honda Center                    | 1 000          |
| 7    | Hilton Anaheim                  | 920            |
| 8    | West Anaheim Medical Center     | 774            |
| 9    | Anaheim Marriott Hotel          | 730            |
| 10   | Fisker Automotive               | 700            |

## Transports
Anaheim possède un aéroport (Disneyland, code AITA : ANA)[Information douteuse].
Anaheim est à égale distance des aéroports Fullerton Airport (10 kilomètres), John Wayne Airport et Long Beach Airport (25 km), mais est aussi accessible à partir du Los Angeles International Airport (50 km) et de l’Ontario Airport (55 km).
Une station Amtrak et Metrolink dessert la ville avec des trains en direction de San Diego et Los Angeles,.

## Sports
Les Angels de Los Angeles, une équipe de la Ligue majeure de baseball fondée en 1961, est établie à Anaheim depuis 1966 et joue depuis cette année-là ses matchs locaux au Angel Stadium of Anaheim. Le club a porté divers nom au cours de son existence, dont Angels of Anaheim de 1997 à 2004 et Los Angeles Angels of Anaheim de 2005 à 2015.
Les Ducks d'Anaheim (appelés Mighty Ducks de 1993 à 2005) représentent Anaheim dans la Ligue nationale de hockey depuis 1993.